# Шиповы
Ши́повы — древний русский дворянский род, восходящий к середине XVI века.

## Происхождение и история рода
По семейному преданию, не подтверждённых впрочем никакими документальными данными, предки Шиповых выехали из Богемии в Россию в царствование Фёдора Ивановича (1584-1598), по вызову Бориса Годунова.
Родоначальник рода  —  Андрей Шипов, жил во 2-й половине XVI века и его потомки жалованы поместьями (1627).
Род записан в VI часть родословной книги Костромской губернии. Герб внесён в VII часть Общего Гербовника.
Помимо названного, «существует ещё один род Шиповых, имеющий предком персиянина, взятого в плен около 1745 г. и крещёного одним из Шиповых, который и дал ему свою фамилию».

## Известные представители

### Шиповы в допетровское время
- Фрол-Ждан Шипов — дьяк при государеве казначее, заведовавший Казённым двором (1613-1614)[4]. Владел вотчиной: деревня Сосновка и починок Гремячий в Закудемском стане Нижегородского уезда, которые были отписаны на царя (1620/24)[5].
- Гавриил Николаевич Шипов — внук родоначальника, дворянин при посольстве в Данию (1617), за московское осадное сиденье (1618) пожалован поместьем в Галичском уезде (1630)[1].
- Шипов Андрей Данилович — дьяк, воевода в Свияжске (1626)[6], пожалован выслуженной вотчиной, деревней Чеченино на реке Волга в устье речки Работки в Закудемском стане Нижегородского уезда (1621)[5].
- Андрей Шипов — дьяк (1627—1629). (Андреи - разные дьяки).
- Дорофей Жданович (Фролов) — стряпчий с платьем (1627-1629), московский дворянин (1636-1640).
- Лев Жданович (Фролов) — московский дворянин (1627-1640), владел вотчинами: пустошами Горы Лукьяновы, Бизино и Смолково в Обарниче стане Московского уезда (1638).
- Мурза Иванович Шипов — двоюродный брат Гавриила Николаевича, дворянин московский, окладчик дворян и детей боярских Галичского уезда (1628), участник в войне с поляками, отличился под Смоленском (1634), первый судья в отряде князя Черкасского в Туле (1639)[3].
- Федосей Иванович Шипов — племянник Гавриила Николаевича, галичский помещик, окладчик дворян и детей боярских Галичского уезда (1628)[1].
- Борис Гаврилович — сеунч (вестник) о поражении поляков под Смоленском (03 августа 1633).Описание «в лицах» свадьбы царя Михаила Федоровича с Евдокией Лукьяновной Стрешневой: «Над свечами у фонарей были: у государева фонаря стряпчей Дмитрей Баймов сын Воейков да Нефод Козмин сын Минин, у государынина фонаря стряпчие Федор Андреев сын Олябьев да Дорофей Шипов.»

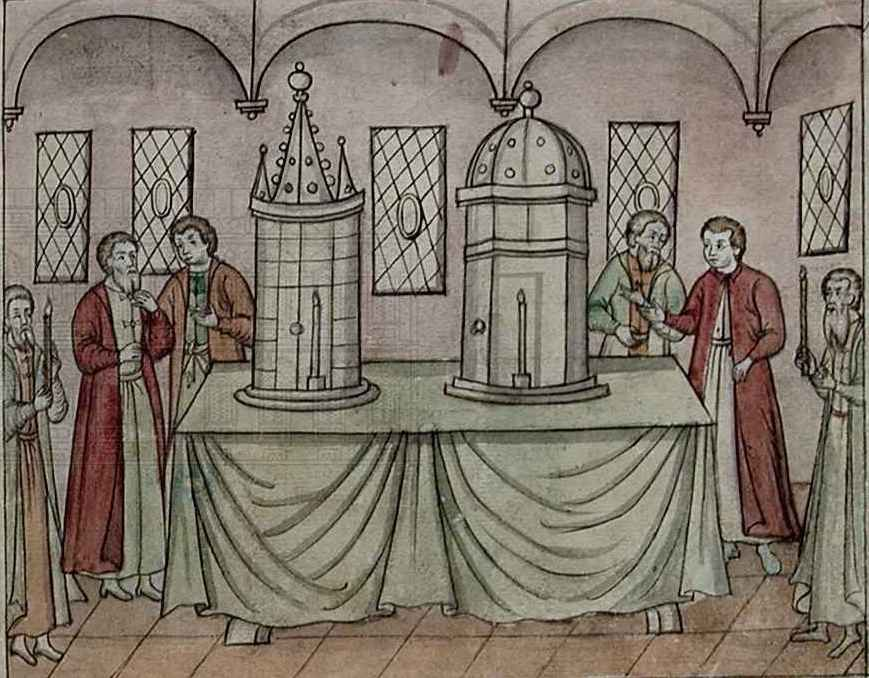
Описание «в лицах» свадьбы царя Михаила Федоровича с Евдокией Лукьяновной Стрешневой: «Над свечами у фонарей были: у государева фонаря стряпчей Дмитрей Баймов сын Воейков да Нефод Козмин сын Минин, у государынина фонаря стряпчие Федор Андреев сын Олябьев да Дорофей Шипов.»

- Вильян Иванович Башка, Клим Гаврилович Большой, Борис Иванович, Владимир Меньшой — участники войны против поляков под Смоленском (1634).
- Клим Гаврилович Меньшой, Амвросий Фёдорович, Степан Васильевич — погибли при осаде Смоленска (1634).
- Иван Андреевич — стряпчий (1658).
- Андрей Клементьевич — дворянин московский (1658-1668)[7], сотенный голова у даточных людей при встрече грузинского царя.
- Иван Андреевич Большой — стряпчий 91678), стольник (1692).
- Дементий Северьянович — за Севскую (1668-1669), Низовую (1671), Путиловскую (1676-1677), Чигиринскую (1678-1679) службы и Троицкий поход (1683) жалован придачами к окладу, московский дворянин (1681-1692)[3]
- Михаил Северьянович — за Низовую (1671), Чигиринскую (1678) службы, за Троицкий поход (1683) и мир с Польшей (1686) жалован придачами к окладу, московский дворянин (1692)[3].
- Шипов Василий Северьянович — московский дворянин (1692).
- Шипов Фёдор Иванович — стольник (1692)[2][6][8].

### Шиповы в Российской империи
- Пётр Михайлович Шипов (1686—1755[9]), сын Михаила Северьяновича — сенатор, тайный советник, генерал-майор, (1740) член Комиссии о санкт-петербургском строении, кавалер ордена св. Александра Невского[9]. Президент статс-конторы, участник суда по Лопухинскому делу (1743)[3].
  - Иван Петрович Шипов — капитан-лейтенант, адъютант адмирала Сенявина (1773).
- Иван Афанасьевич Шипов (1682—1749) — правнук Федосея Ивановича, генерал-майор, член военной коллегии, управлял делами Малороссии (1738-1740), сибирский губернатор[3][10].
  - Григорий Иванович Шипов (1742—1807) — полковник, предводитель дворянства Бронницкого уезда Московской губернии (1791-1794)[11].
- Михаил Иванович Шипов — в службе (с 1737), генерал-поручик (1779)[12], предводитель дворянства Тульской губернии (1783—1785 и 1789—1791).

## Родовое имение Бельково
Родовое имение одной из ветвей Шиповых — село Бельково Солигаличского уезда Костромской губернии, в котором родились многие представители этой ветви. Из них выделяются:
- Павел Антонович Шипов (1762—1835), внучатый племянник Ивана Афанасьевича, был солигаличским уездным предводителем дворянства[13]. Отец Павла Антоновича, полковник Антон Васильевич Шипов упоминается (1767) в связи с департаментом Комиссии по новым уложениям[14]. О П. А. Шипове в своих «Воспоминаниях» пишет[15] Н. П. Макаров

- - Сергей Павлович Шипов, Шипов 1-й (1790—1876) — генерал-майор[16], генерал-адъютант (1825), член Военного совета (1838—41), генерал от инфантерии (1843), казанский губернатор (1842—44), сенатор (1846)[17].
  - Мария Павловна Леонтьева (1792—1874) — фрейлина, статс-дама, с 1839 года начальница Смольного института.
  - Иван Павлович Шипов, Шипов 2-й (1793—1845) — генерал-майор[18]
  - Надежда Павловна Шульц (1795—1877) — первая начальница женского училища в Царском селе.

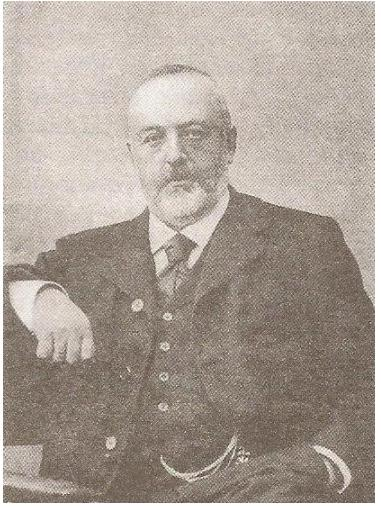
Шипов Филипп Николаевич

  - Шипов Филипп Николаевич Елизавета Павловна Шипова (1796—1883) — начальница Ярославского женского духовного училища.
  - Александр Павлович Шипов (1800—1878) — экономист, публицист, основатель журнала «Вестник промышленности»[19].
  - Шипова, Домна Павловна (1802—1862)
  - Дмитрий Павлович Шипов (1805—1882) — владелец бумагопрядильной фабрики и механического завода[13]. Kавалер ордена Св. Владимира.
  - Николай Павлович Шипов (1806—1887) — действительный статский советник, участник военных походов. Подполковник Рязанского пехотного полка, в 1828—1836 г. служил в лейб-гвардии Семёновском полку[20][21]. В своём личном имении при селе Осташево Можайского уезда Н. П. Шипов развил кипучую инновационную сельскохозяйственную деятельность[21]. После выхода в отставку избран можайским уездным предводителем дворянства (1868—1869)[22].
    - Филипп Николаевич Шипов (12.09.1848 — после 1901) — церемониймейстер, гофмейстер (1901), действительный статский советник, почётный член Московского опекунского присутствия, служил в лейб-гвардии Кавалергардском полку. Женился на вдове Лидии Васильевне Хомутовой, но через несколько лет разошёлся и поселился в Нижнем Новгороде (его отец был близок ко двору и имел заводы в Нижнем Новгороде); управлял нижегородским отделением Александровского дворянского банка. Затем переехал в Москву. В 1880-е годы — управляющий московским отделением Дворянского банка. Унаследовал усадьбу Осташёво.
    - Дмитрий Николаевич Шипов (1851—1920) — земской деятель и политик.

## Предводители дворянства Костромской губернии
На протяжении 27 лет, с последней четверти XIX века и до начала XX века представители рода Шиповых, сменяя один другого, занимают должность предводителя дворянства Костромской губернии:
- Шипов Василий Михайлович, отставной гвардии штабс-капитан — (с 1875 по 1878)[23]
- Шипов Дмитрий Львович, действительный статский советник — (с 1878 по 1879)[23]
- Шипов Авдей Иванович, сын Иванa Павловичa — (с 1881 по 1902)[23]